# Jartavius Martin
Jartavius Quan Martin (Lehigh Acres, 17 aprile 2000) è un giocatore di football americano statunitense che milita nel ruolo di free safety per i Washington Commanders della National Football League (NFL).

## Carriera universitaria
Dopo avere giocato come safety alle scuole superiori, Martin fu spostato nel ruolo di cornerback nel suo primo anno con gli Illinois Fighting Illini. Divenne titolare già all'inizio della sua prima stagione con la squadra. Durante gli allenamenti primaverili del 2021 tornò nel ruolo di safety. Concluse quell'annata con 55 tackle, 3,5 dei quali con perdita di yard, un intercetto, 7 passaggi deviati e un fumble forzato. Nel 2022 fu inserito nella seconda formazione ideale della Big Ten Conference.

## Carriera professionistica
Martin fu scelto nel corso del secondo giro (47ª scelta assoluta) del Draft NFL 2023 dai Washington Commanders. Debuttò come professionista subentrando nella gara del primo turno contro gli Arizona Cardinals. La sua stagione da rookie si chiuse con 46 tackle, un sack, 2 intercetti e 4 passaggi deviati in 16 partite, di cui 5 come titolare.